# 岩手県立博物館
岩手県立博物館（いわてけんりつはくぶつかん、Iwate Prefectural Museum）は、岩手県盛岡市にある博物館。1980年に盛岡県制百年を記念して開館した。博物館法の登録博物館である。
盛岡駅より北東7キロとやや辺鄙な場所にあるが、晴れた日には2階のグランドホールから美しい岩手山が望める。
屋外に、重要文化財の民家、旧佐々木家住宅、旧藤野家住宅を展示。また、県内の草木と岩石を集めた植物園と岩石園がある。

## 概要

### 建築概要
- 建築名称 - 岩手県立博物館
- 建築主 - 岩手県
- 設計者 - 佐藤武夫設計事務所（現：佐藤総合計画）
- 規模 - 地下1階、地上2階
- 敷地面積 - 53,113m2
- 建築面積 - 5,192m2
- 延床面積 - 12,052m2
- 着工 - 1978年
- 竣工 - 1980年
- 構造 - RC造
- 所在地 - 〒020-0102 岩手県盛岡市上田字松屋敷34
- 受賞歴 - 第2回東北建築賞（1981年度）、第9回日本建築家協会25年賞（2009年度）[3]

## 不祥事
無断サンプル切り取り事件「Wの悲劇」
2014年、同館の調査により、当時の学芸課長によって、2001年から同館に預けられていた県内の自治体等が所有する発掘品等200点が、事前に連絡もなく、サンプリング調査のため、一部分勝手に切り取られ、勝手に樹脂で埋め合わせされていたことが発覚、2016年に当該課長は30点余りについて、文書で訓告処分を受けた。この事件は切り取られた形から「Wの悲劇」と呼ばれている。

## アクセス
- 盛岡駅または盛岡バスセンターより岩手県交通バス利用。
  - ｢307・　駅上田線｣、｢301　上田線｣(いずれも基幹バス)で「松園バスターミナル」終点下車、支線バス・｢Aコース｣、｢松園循環バス｣、「博物館・こども病院回り(Cコース)」に乗り換え、「県立博物館前」下車徒歩約3分
- 東北自動車道 盛岡ICから車で約10分。